# Trichoplites etesias
Trichoplites etesias är en fjärilsart som beskrevs av Louis Beethoven Prout 1939. Trichoplites etesias ingår i släktet Trichoplites och familjen mätare. Inga underarter finns listade i Catalogue of Life.